# Polybranchia
Genre
Polybranchia est un genre de limaces de mer sacoglosses de la famille des Caliphyllidae.

## Liste des espèces
Selon World Register of Marine Species (17 décembre 2020) :
- Polybranchia burni Medrano, Krug, Gosliner, Biju Kumar & Valdés, 2018
- Polybranchia jannae Medrano, Krug, Gosliner, Biju Kumar & Valdés, 2018
- Polybranchia jensenae Medrano, Krug, Gosliner, Biju Kumar & Valdés, 2018
- Polybranchia mexicana Medrano, Krug, Gosliner, Biju Kumar & Valdés, 2018
- Polybranchia orientalis (Kelaart, 1858)
- Polybranchia pallens (Burn, 1957)
- Polybranchia rubicunda (Bergh, 1871)
- Polybranchia sagamiensis (Baba, 1955)
- Polybranchia samanthae Medrano, Krug, Gosliner, Biju Kumar & Valdés, 2018
- Polybranchia schmekelae Medrano, Krug, Gosliner, Biju Kumar & Valdés, 2018
- Polybranchia westralis K. R. Jensen, 1993

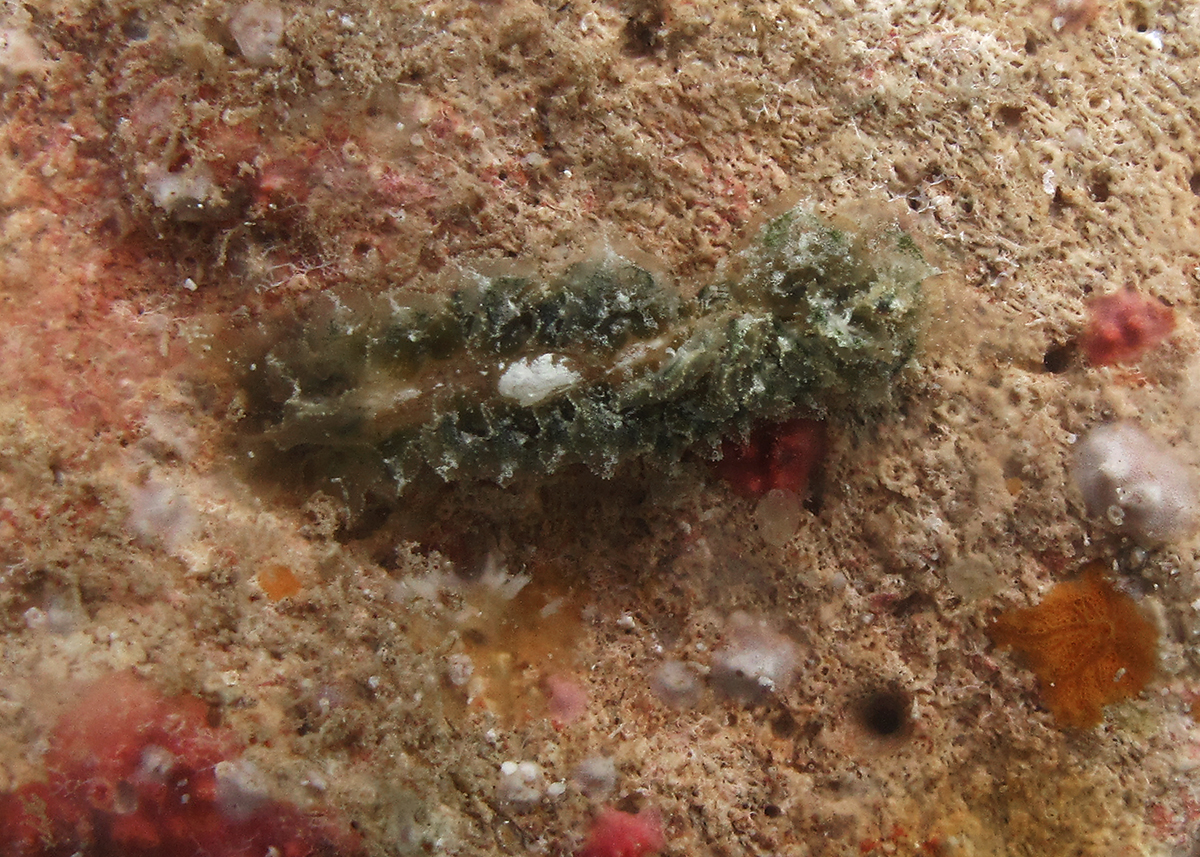
Polybranchia orientalis.
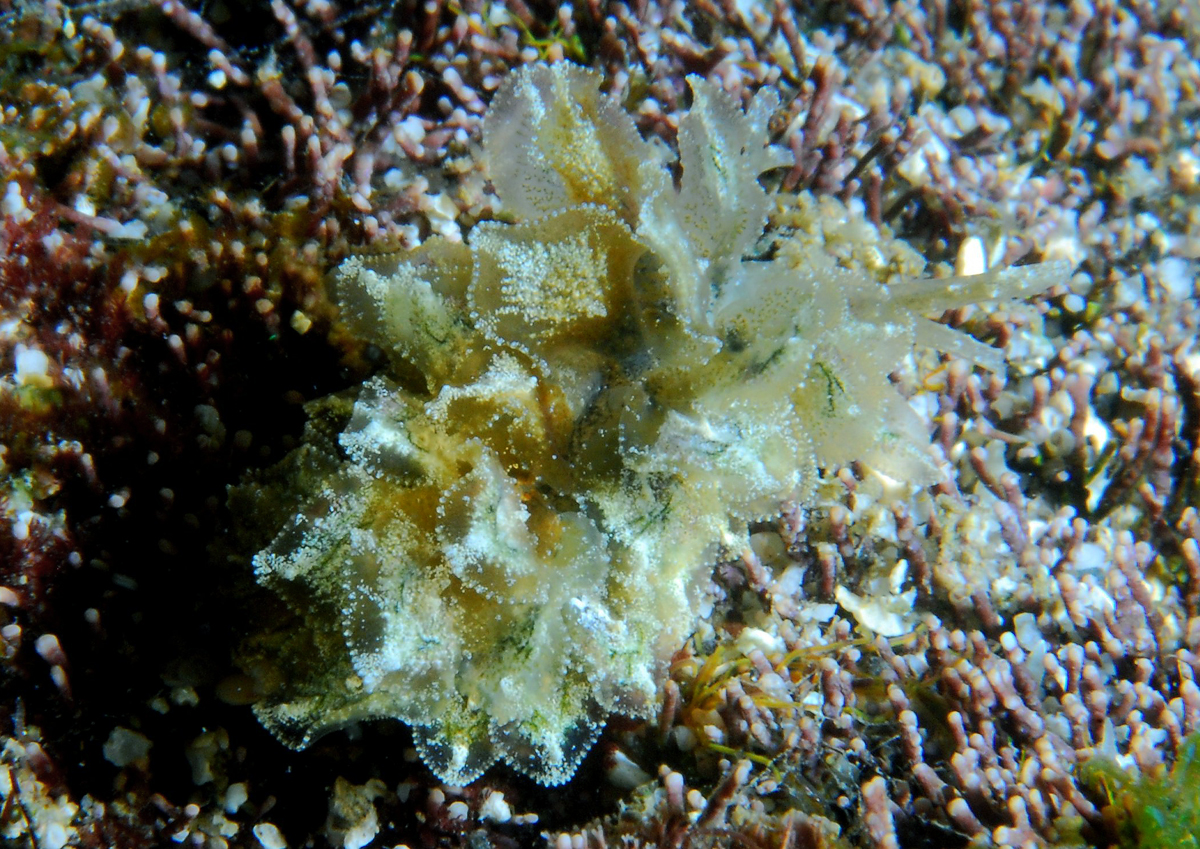
Polybranchia samanthae.